# Lincosamidi
I lincosamidi sono una classe di antibiotici di cui fanno parte lincomicina e clindamicina, attiva principalmente sui batteri aerobi ed anaerobi Gram positivi.
Hanno azione batteriostatica simile a quella dei macrolidi.

## Indicazioni
Importante l'utilizzo alternativo alla penicillina nei pazienti allergici ai β-lattamici.

## Effetti collaterali
L'evento avverso più grave di questi antibiotici è la colite pseudomembranosa, infezione da C. difficile, che può avere esito anche fatale. Si presenta soprattutto nelle donne di mezza età e nelle donne anziane, sottoposte ad interventi chirurgici o sottoposti a cicli di terapia antibiotica. In tali casi si deve procedere alla somministrazione di metronidazolo o vancomicina per via orale, ed in caso la terapia medica non abbia successo si procede con la colectomia, può essere utile la batterio terapia fecale.
La formulazione endovenosa contiene alcool benzilico usato come eccipiente in virtù della sua azione batteriostatica. Tale sostanza può, tuttavia, causare in grandi dosi la gasping syndrome nel neonato, condizione caratterizzata da sindrome da distress respiratorio, scompenso cardiaco, emorragia intracranica e acidemia.